# Dexia monticola
Dexia monticola är en tvåvingeart som först beskrevs av Malloch 1935.  Dexia monticola ingår i släktet Dexia och familjen parasitflugor. Inga underarter finns listade i Catalogue of Life.